# Flamine

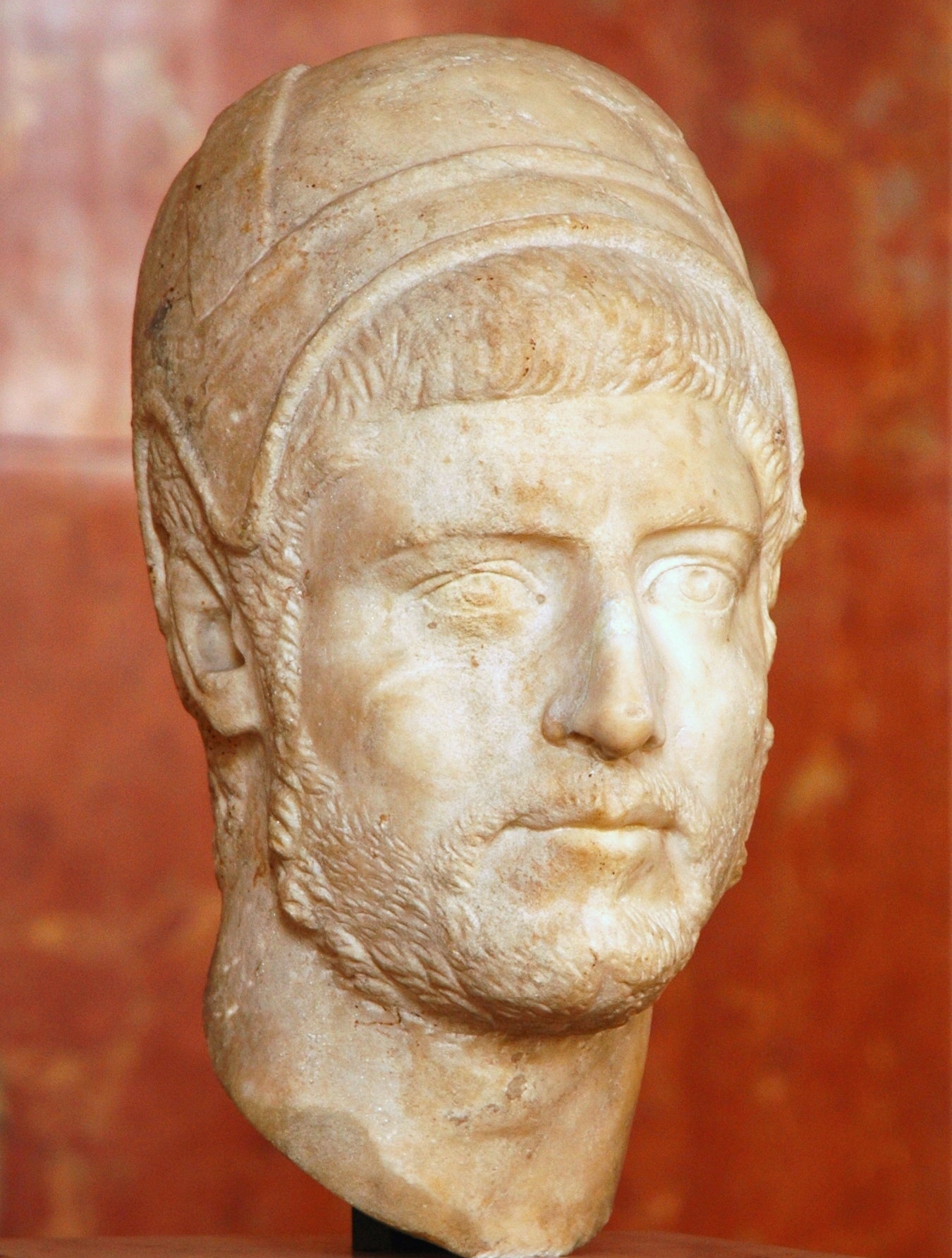
Busto di un flamine

Il flàmine (latino flamen, ossia accenditore del fuoco sull'ara dei sacrifici) era il sacerdote dell'antica Roma preposto al culto di una specifica divinità da cui prendeva il nome e di cui celebrava il rito e le festività.

## Descrizione
I flamini erano distinti in flamini maggiori (latino Flamines maiores), tre, e in flamini minori (latino Flamines minores), dodici; ai primi fu successivamente aggiunto un flamine in onore di Giulio Cesare. In epoca imperiale furono istituiti dei flamini preposti al culto di imperatori defunti e da essi derivavano il nome.
I flamini maggiori venivano nominati dal Collegium Pontificum presieduto dal Pontifex Maximus.
L'etimologia del termine flamen è incerta, secondo alcuni deriverebbe da filum, il filo di lana posto sul copricapo, secondo altri da flare,  soffiare per mantenere vivo il fuoco sacro. Non va dimenticato, tuttavia, l'accostamento al sanscrito brahman-bramino, appartenente alla casta sacerdotale, sulla base di un comune termine indeuropeo bhlagh-men.

## Origine
Particolarmente significativi sono i passi dell'Ab Urbe condita in cui Tito Livio illustra il momento e le motivazioni della creazione della istituzione religiosa e dei suoi sacerdoti:
Clauso eo cum omnium circa finitimorum societate ac foederibus iunxisset animos, positis externorum periculorum curis, ne luxuriarent otio animi quos metus hostium disciplinaque militaris continuerat, omnium primum, rem ad multitudinem imperitam et illis saeculis rudem efficacissimam, deorum metum iniciendum ratus est. Qui cum descendere ad animos sine aliquo commento miraculi non posset, simulat sibi cum dea Egeria congressus nocturnos esse; eius se monitu quae acceptissima Diis essent sacra instituere, sacerdotes suos cuique deorum praeficere.»
Così facendo, però, si correva il rischio che animi resi vigili dalla disciplina militare e dalla continua paura del nemico si rammollissero in un ozio pericoloso. Per evitarlo, egli pensò che la prima cosa da fare fosse instillare in essi il timore reverenziale per gli dèi, espediente efficacissimo nei confronti di una massa ignorante e ancora rozza in quei primi anni. Dato che non poteva penetrare nelle loro menti senza far ricorso a qualche racconto prodigioso, si inventò di avere degli incontri notturni con la dea Egeria e riferì che quest'ultima lo aveva esortato a istituire dei rituali sacri particolarmente graditi agli dèi, nonché a preporre a ciascuno di essi certi officianti specifici.»
(Tito Livio - Ab Urbe condita I. XIX - libera traduzione di Capriotti M.)
La conseguenza ovvia della istituzione della religione fu la creazione del sacerdozio quale suo custode e regolatore:
Cetera quoque omnia publica privataque sacra pontificis scitis subiecit, ut esset quo consultum plebes veniret, ne quid divini iuris neglegendo patrios ritus peregrinosque adsciscendo turbaretur; nec caelestes modo caerimonias, sed iusta quoque funebria placandosque Manes ut idem pontifex edoceret, quaeque prodigia fulminibus aliove quo visu missa susciperentur atque curarentur.»
Subordinò all'autorità del pontefice anche tutte le altre cerimonie di natura pubblica e privata, in modo tale che la gente comune avesse un qualche punto di riferimento e che nessun elemento della sfera religiosa dovesse subire alterazioni di sorta, dovute a negligenze dei riti nazionali o all'adozione di culti di importazione. Inoltre il pontefice doveva diventare un esperto e attento interprete non solo delle cerimonie legate alle divinità celesti, ma anche delle pratiche funerarie, di quelle di propiziazione dei Mani e dell'interpretazione dei presagi legati ai fulmini o ad altre manifestazioni.»
(Tito Livio - Ab Urbe condita I. XX - libera traduzione di Capriotti M.)
Ecco i flamini, il rito ed il rapporto con la società civile, quest'ultimo spiegato in maniera concisa, efficace ed attuale, degna di un moderno studioso.
Ed ecco la funzione giuridico-sociale della religione come meglio non poteva essere espressa.
(Tito Livio, Ab Urbe condita, I, XXI - libera traduzione di Capriotti M.)

## Flamini maggiori
I flamini maggiori (latino Flamines Maiores), che costituivano la parte apicale della classe sacerdotale e venivano scelti in origine fra i patrizi, erano formati dal flamine Diale, flamine Marziale e flamine Quirinale, rispettivamente preposti ai culti di Giove, Marte e Quirino, divinità che costituivano la cosiddetta Triade Capitolina; in epoca più tarda Marte e Quirino furono sostituiti da Giunone e Minerva. I flamini maggiori avevano un enorme potere e godevano di una grandissima influenza e prestigio.

### Flamine diale

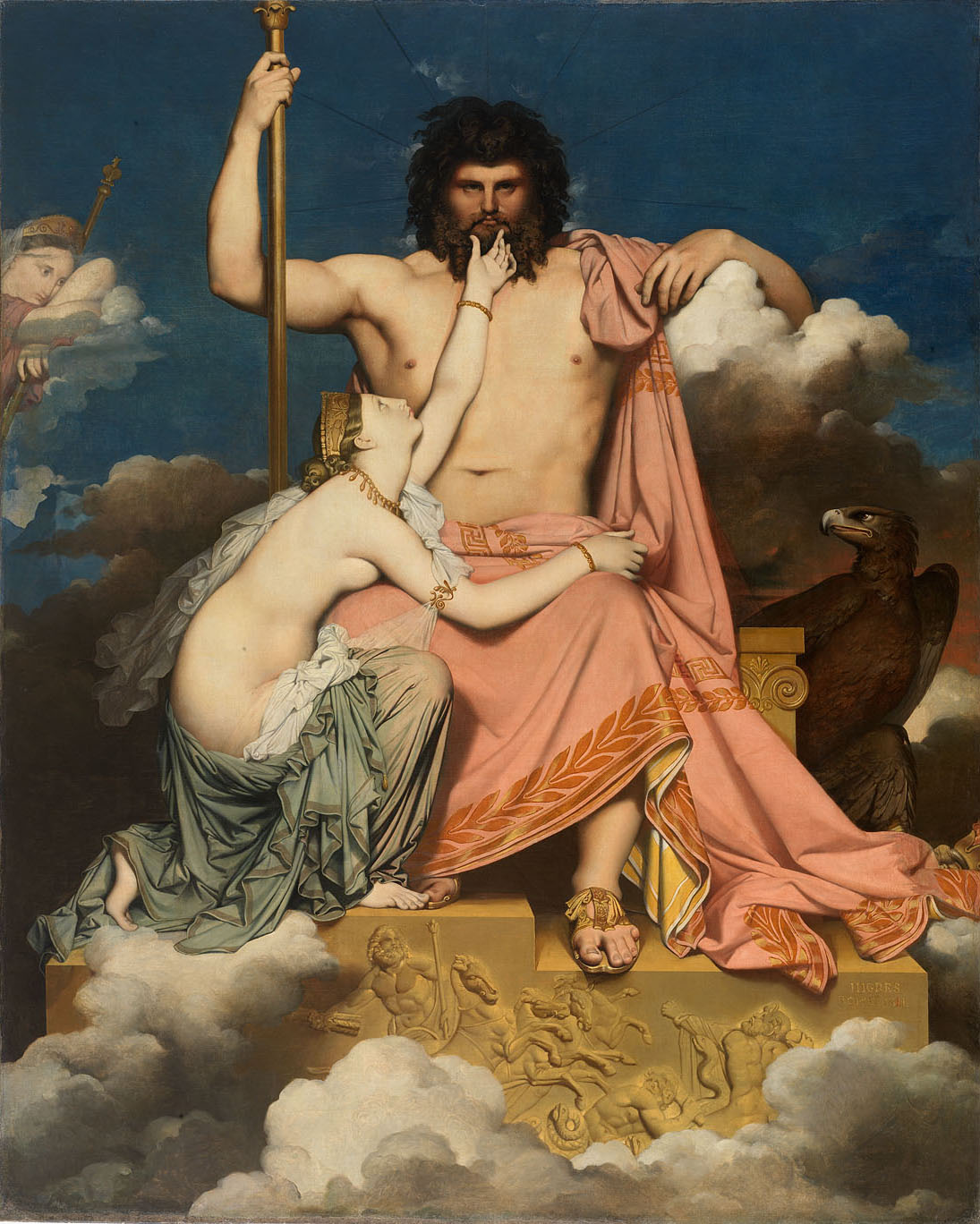
Jean-Auguste-Dominique Ingres Giove e Teti (1811)

Il flamine diale, (latino Flamen Dialis), che rivestiva una particolare importanza e sacralità in quanto personificazione vivente di Giove, di cui celebrava i riti, godeva di grandi onori, ma, proprio per la sua funzione, era sottoposto a molteplici limitazioni e divieti oltre che a specifici obblighi.
Aulo Gellio, fa un elenco dettagliato delle limitazioni a cui il flamine diale e la moglie, la flaminica diale, erano sottoposti.
Unico tra i sacerdoti poteva presenziare nel Senato con il diritto alla sedia curule ed alla toga pretesta.
Presenziava al rito della Confarreatio ed egli stesso doveva essere sposato con questo rito.

### Flamine marziale
Del flamine marziale (latino Flamen Martialis), preposto al culto di Marte, si conosce poco ma sappiamo che non era regolato dai rigidi divieti che invece vincolavano la vita del flamine Diale, in quanto tali divieti riflettevano il pensiero teologico relativo a Giove; inoltre non abbiamo cognizione diretta di una sua partecipazione ad alcuna cerimonia, però da una testimonianza di Cassio Dione si può ragionevolmente supporre che il flamine Marziale partecipasse al rito dell'Equus october, una corsa di bighe che si teneva alle Idi di ottobre nel Campo Marzio.

### Flamine quirinale
Il flamine quirinale (latino Flamen Quirinalis) era preposto al culto di Quirino e celebrava i riti delle festività dei Quirinalia, dei Consualia estivi, dei Robigalia e dei Larentalia.
La partecipazione ai Consualia del 21 agosto è testimoniata da un passo di Tertulliano nel quale il sacrificio sull'altare sotterraneo di Conso, nel Circo Massimo, viene celebrato dal flamine Quirinale e dalle Vestali. Secondo Kurt Latte tale testimonianza non sarebbe attendibile per tutta una serie di errori e confusioni che Tertulliano avrebbe fatto fra questa festività e le Opeconsiva del 25 agosto ma Georges Dumézil respinge questa obiezione come contraria alla logica.

## Flamini minori

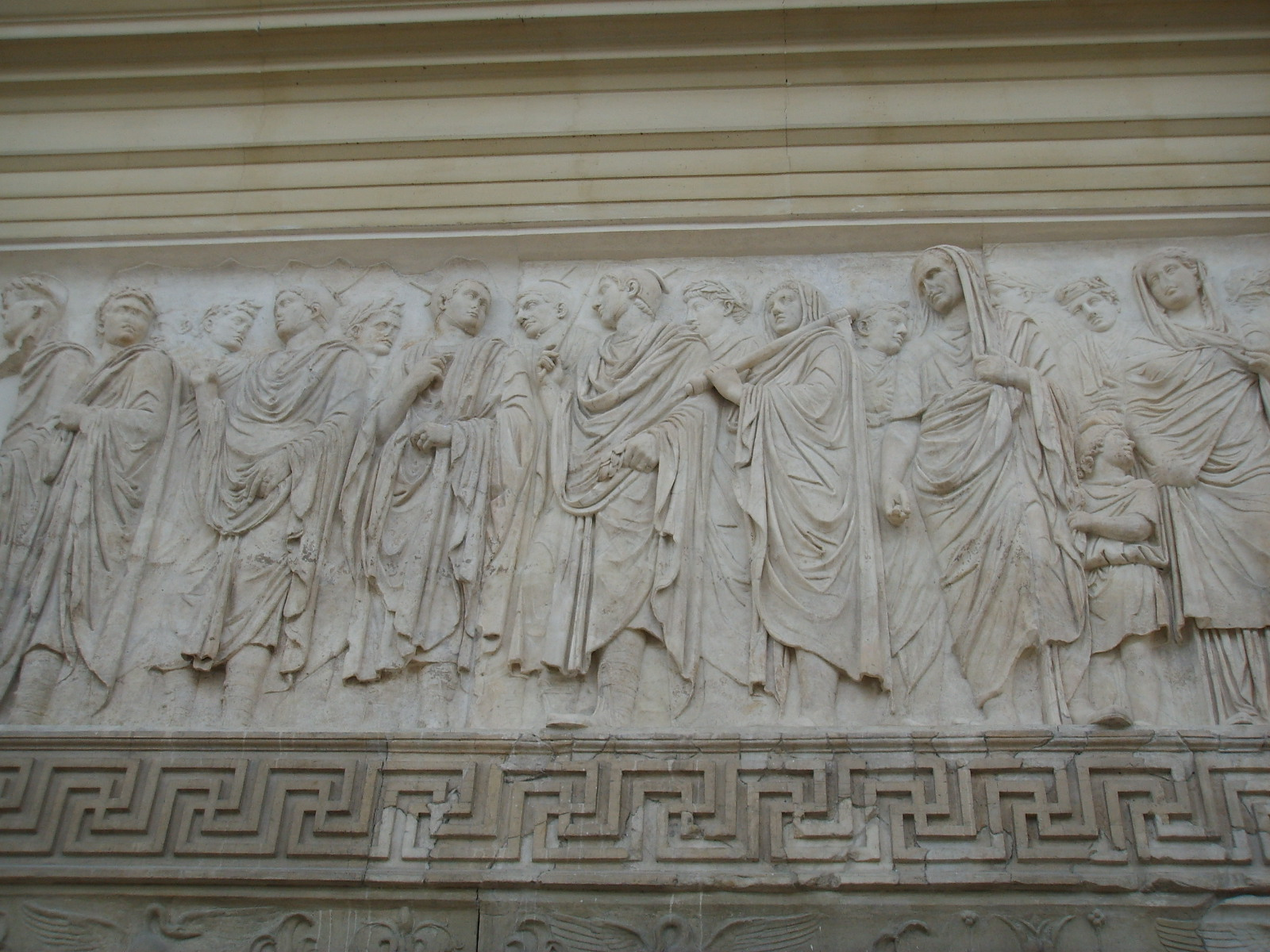
Processione di sacerdoti sul fregio dell'Ara Pacis: al centro i flamini col caratteristico copricapo

I flamini minori (latino Flamines minores) erano dodici, ma solo di dieci si ha certezza dei relativi nomi e divinità attese:
- Flamine carmentale, Flamen Carmentalis, preposto al culto di Carmenta.
- Flamine cereale, preposto al culto di Cerere.
- Flamine Falacer, attendeva al culto di Falacer.
- Flamine floreale, preposto al culto di Flora.
- Flamine furrinale, preposto al culto di Furrina.
- Flamine palatuale, preposto al culto della dea Palatua.
- Flamine pomonale, preposto al culto della dea Pomona.
- Flamine portunale, preposto al culto del dio Portuno.
- Flamine vulcanale, preposto al culto del dio Vulcano.
- Flamine volturnale, preposto al culto del dio Volturno.

Abbiamo scarse notizie dei flamini minori, conosciamo però l'ordine gerarchico degli ultimi sei, come ci è stato tramandato da Varrone:
Volturnalem, Palatualem, Furinalem, Floralemque Falacrem et Pomonalem fecit hic idem, quae obscura sunt; eorum origo Volturnus, diva Palatua, Furrina, Flora, Falacer pater, Pomona
Altri quattro flamini minori sono attestati da varie fonti: il flamine Carmentale da una citazione del Bruto (56) di Cicerone, il flamine Ceriale da Servio (è probabilmente anche quello che, secondo Fabio Pittore in Serv. Georg. I 21, sacrifica a Ceres e a Tellus), il flamine Furrinale da Varrone (de l. l. V 84. VI 19. (VII 45), il flamine Volcanale da Varrone (de l. l. V 84), da Macrobio (I 12, 18, secondo il quale egli sacrifica a Maia alle calende di maggio) e da un'epigrafe proveniente da Roma,
I nomi di alcuni flamini minori sono testimoniati da epigrafi: Tiberio Claudio Pollione flamine Carmentale, Sesto Cesio Properziano flamine Ceriale, Marco Numisio Quinziano flamine Florale a Lavinio, Gaio Giulio Silvano Melanione flamine Pomonale.
Conosciamo anche l'esistenza del pontefice (anziché flamine) palatuale Lucio Egnatuleio Sabino.
Di due flamini minori non è stato tramandato il nome dalle fonti classiche ma secondo Camille Jullian potrebbero essere il Virbialis e il Lucularis, testimoniati da due epigrafi: il flamine Virbiale da CIL X 1493 proveniente da Napoli e il flamine Luculare da Henzen 6747 proveniente da Lavinio.
Del flamine Ceriale ci è noto l'elenco delle divinità che egli invocava quando celebrava i sacrifici a Cerere e Tellus. Tale elenco si trovava nel perduto De iure pontificio di Quinto Fabio Pittore, copiato da Varrone e da Servio e arrivato a noi tramite Agostino d'Ippona che lo cita in La città di Dio.

## Critica storica
Georges Dumézil, accademico di Francia e storico delle religioni, nella sua opera Flamen-Brahman vede non solo una probabile etimologia comune ma anche un parallelismo funzionale fra i flamini ed i Bramini, la casta sacerdotale indiana ed attraverso l'esame comparativo delle rispettive religioni individua le tre funzioni, tra loro poste in armonica gerarchia, che reggevano e regolavano la società indeuropea.
La prima funzione è la sovranità religiosa ossia il potere magico-giuridico, la seconda la forza, la potenza bellica e la terza la fecondità ossia la procreazione, la pace.
Nel mondo romano corrispettiva di queste funzioni è la triade arcaica, ossia Giove, Marte e Quirino che, gerarchicamente ed armonicamente ordinati, sono le manifestazioni della tripartizione funzionale, mentre speculari ai Bramini si pongono i flamini.
Egli ritrova questa tripartizione funzionale anche nella mitologia germanica con Odino, Thor e Freyr, in quella iranica con Mitra-Varuna, Indra e gli Asvin ed in quella caucasica con gli Alægatæ, gli Æhsærtæggatæ, i Borotæ rappresentanti rispettivamente l'intelligenza, l'eroismo e la ricchezza.
Applicando questa trifunzionalità al mondo arcaico romano, individua in Romolo e Numa Pompilio il potere magico-religioso, in Tullo Ostilio il potere e la forza guerriera ed in Anco Marzio la ricchezza e la pace.
Questa teoria, così riassunta in estrema sintesi, ebbe diversi estimatori come Claude Lévi-Strauss ma fu respinta da altri come artificiosa ed irreale, tuttavia diede inizio ad un largo dibattito sul rapporto mito-religione e società che ancora vive.